# Tellina donacina
Tellina donacina är en musselart. Tellina donacina ingår i släktet Tellina och familjen Tellinidae. Inga underarter finns listade i Catalogue of Life.